# Fastelavnssoldater
Traditionen med at gå fastelavnssoldat er speciel for det østjyske område. Fastelavnssoldater besøger ved fastelavn hver gård og hvert hus i f.eks. et pastorat. I Todbjerg-Mejlby pastorat ved Aarhus har man vidnesbyrd om fastelavnssoldaterne helt tilbage til begyndelsen af 1900-tallet. Men man mener den kan spores helt tilbage til midten af 1800-tallet, hvor den måske opstod under inspiration af krigen med Tyskland i 1848 (Treårskrigen), hvor General Olaf Rye og hans soldater holdt til netop her på egnen. 
Formålet med at gå soldat er at samle penge ind til den fest, som afholdes fastelavnsmandag, og som alle skolebørn i de besøgte husstande inviteres til. Festen begynder med indmarch, hvor hærene synger hver deres sange. Derefter er der tøndeslagning for alle børnene, og resten af aftenen er der fest. Et eventuelt overskud fra festen deles ligeligt mellem årets soldater. Det er typisk børn fra 3.-7. klasse, der går soldat. 
Ved hvert hus eller gård, der besøges, synger hæren en sang for beboerne, som så naturligvis forventes at lægge en skærv eller to i hærens kasse. Derefter synger soldaterne en takkesang og indbyder samtidig til festen. Og så går turen videre til næste hus på ruten. 

## Rangorden
I hæren gælder en fast rangorden: 
1. – Kongen er den ældste og er den, der har længst anciennitet som soldat. Kongen er leder af hæren. Hans/hendes familie sørger for middag og eftermiddagsfortæring for hæren lørdag eller søndag.
2. – Prinsen er den næstældste. Prinsen er næstkommanderende. Hans/hendes familie sørger for middag og eftermiddagsfortæring for hæren lørdag eller søndag.
3. – Bajadsen er den tredjeældste. Han/hun har ansvaret for pengekassen og er klædt ud som klovn.
4. Fanebæreren er den fjerdeældste.
5. Første og Anden General (hhv. femte- og sjetteældste) har til opgave at holde orden i geledderne.
6. Resten er menige. Alle, med undtagelse af Fanebæreren, bærer træsværd, og alle, med undtagelsen af bajadsen, skal være iført skråbånd og blå skråhue. Skråbåndet går over højre skulder. Alle soldaterne bliver iført ens skråbånd og skråhuer, der er blevet syet af egnens flittige ”sypiger”.

Rangordenen varierer fra landsby til landsby. Det samme gør uniformerne.

## Festen
Festen har udviklet sig igennem tiden. Også i forskellige retninger igennem tiden. Men fælles for dem er som regel indmarch og dans med de piger som fastelavnsdrengene selv inviterer i tiden op til festen. Dansen er ikke en bestemt i alle landsbyer, men i Vitten er det "Maries bryllup" som danses med et lokalt orkester på 3 mand. Der er som regel også andre lege med som ballondans, stoledans og en række andre sanglege.
Kilde: Sognebladet for Todbjerg og Meljby - Februar 2009.